# エレーヌ・フールマンと子供たち
『エレーヌ・フールマンと子供たち』（エレーヌ・フールマンとこどもたち、英: Helena Fourment with Children）、または『エレーヌ・フールマンと2人の子供』（エレーヌ・フールマンとふたりのこども、仏: Hélène Fourment et deux de ses enfants）は、バロック期のフランドルの巨匠ピーテル・パウル・ルーベンスが1636年頃、板上に油彩で描いた肖像画である。画家の2番目の妻エレーヌ・フールマン (1614–1673年) と彼女に抱かれる息子フランス (Frans, 1633年7月12日生まれ) 、および2人の左側に立っている娘クララ・ヨハンナ (Clara Johanna, 1632年1月18日生まれ) を表している。1784年にルイ16世のためにパリの画商A・J・パイエ (A. J. Paillet) により購入され、現在はパリのルーヴル美術館に所蔵されている。

## 作品
絵画に描かれているルーベンスの2番目の妻エレーヌは、富裕なタピスリー商人の娘で、フランドル随一の美女といわれていた。1630年に16歳であった彼女は、最初の妻を亡くし、当時53歳であったルーベンスと結婚した。画家は、若く美しい妻を何度も絵画のモデルに起用した。色香の漂う身体、魅力的な顔立ち、陶磁器のような肌理をもつ彼女は、ルーベンスの女性美の理想を体現していた。
エレーヌは10年間の結婚生活で5人の子供を産んだ。本作が描かれた時に21歳か22歳であった彼女は、子供たちのうちの2人である4歳の長女クララ＝ヨハンナと3歳の長男フランスを伴なっている。構図の中央で簡素な白いドレスを纏ったエレーヌは息子のフランスを抱いている。フランスは鑑賞者のほうを見ている。クララ・ヨハンナは左側に立ち、母と弟のほうを見つめている。こうして、ルーベンスの跡継ぎ息子の幼いフランスが画面の中心におさまり、母と姉と鑑賞者の注視の的となっている。
フランスとクララ・ヨハンナの頭部の間にある描き直しの部分から、1635年に生まれた3番目の子供イザベル (Isabelle) の腕と手が見える (ルーヴル美術館には、腕を前方に伸ばした幼いイザベルを描いた準備素描も所蔵されている)。ルーベンスは、構図のバランスを理由に気が変わったのかもしれない。あるいは、画家は子供たちの誕生と同時に、この作品に人物を継ぎ足し、画面を拡大するつもりでいたのかもしれない (本作は、後に断ち切られたという見方もある)。
この絵画はスケッチ風の印象をもっているが、実際にいくつかの色は完全に塗られておらず、画面上部右側の白い縞のある青色の部分などがそれにあたる。いずれにしても、ルーベンスは、イザベルの腕と手の部分を含め作品を一部未完成のままにしているのである。
この絵画は画家が工房の助手の手を一切借りずに描き上げたもので、自然に湧き出るような陽気さをたたえている。光、透き通るような色彩、大まかで素早い筆致が、絵筆で捉えられる一瞬の魅力のすべてをこの家族の情景に付与している。

## ギャラリー

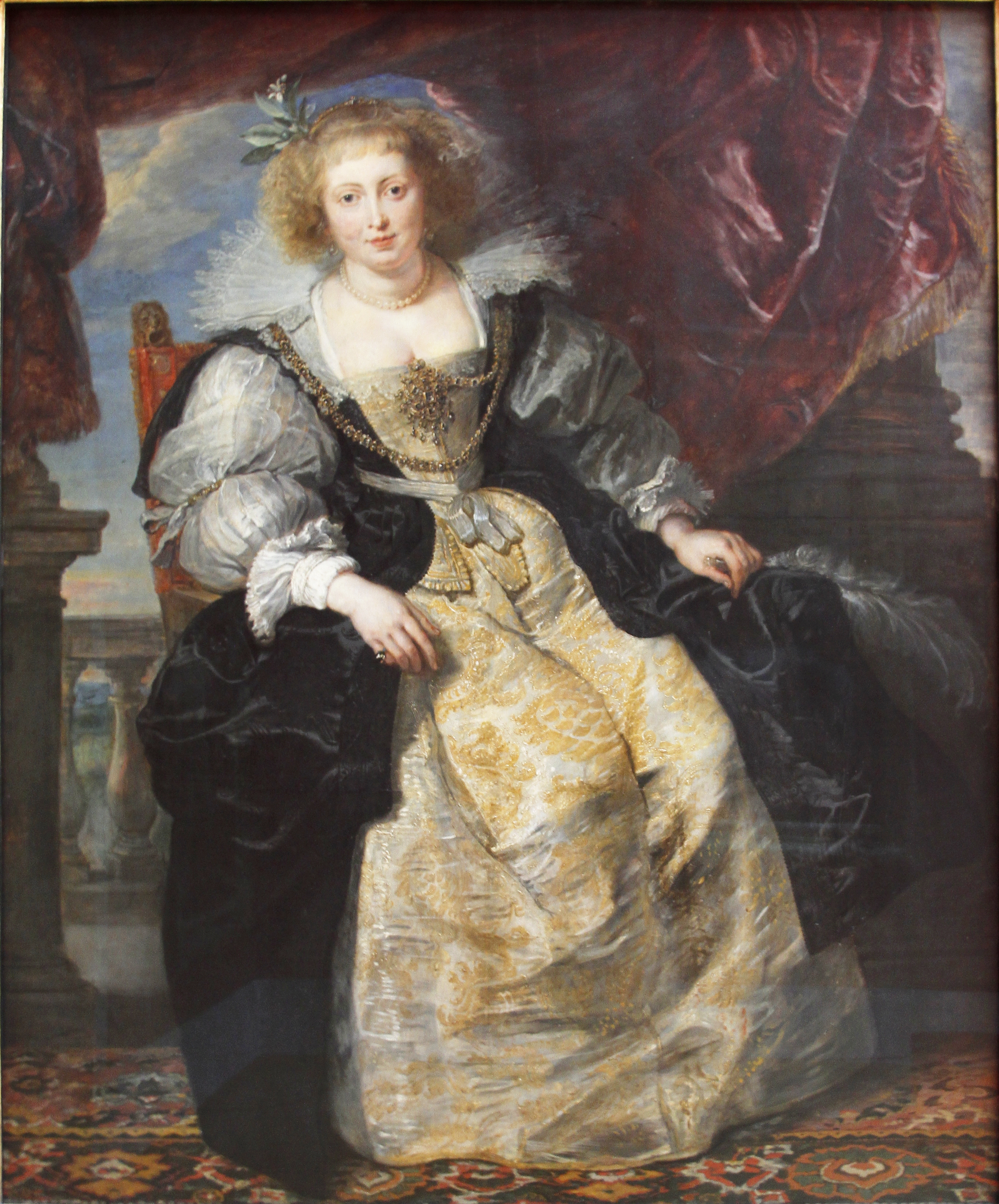
『結婚衣装をつけたエレーヌ・フールマン』 (1630-1631年頃)、アルテ・ピナコテーク (ミュンヘン) 所蔵
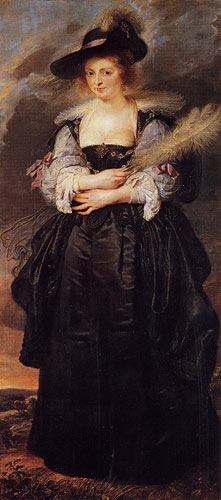
『エレーヌ・フールマンの肖像』 (1638年頃)、カルースト・グルベンキアン美術館（英語版）所蔵
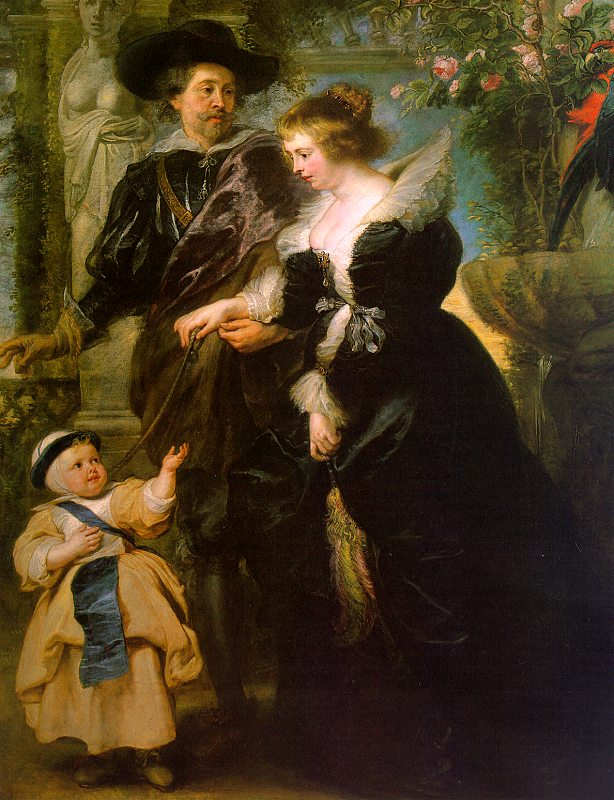
『ルーベンス、妻エレーヌ・フールマンと息子フランス』 (1630年代中-後期)、メトロポリタン美術館所蔵
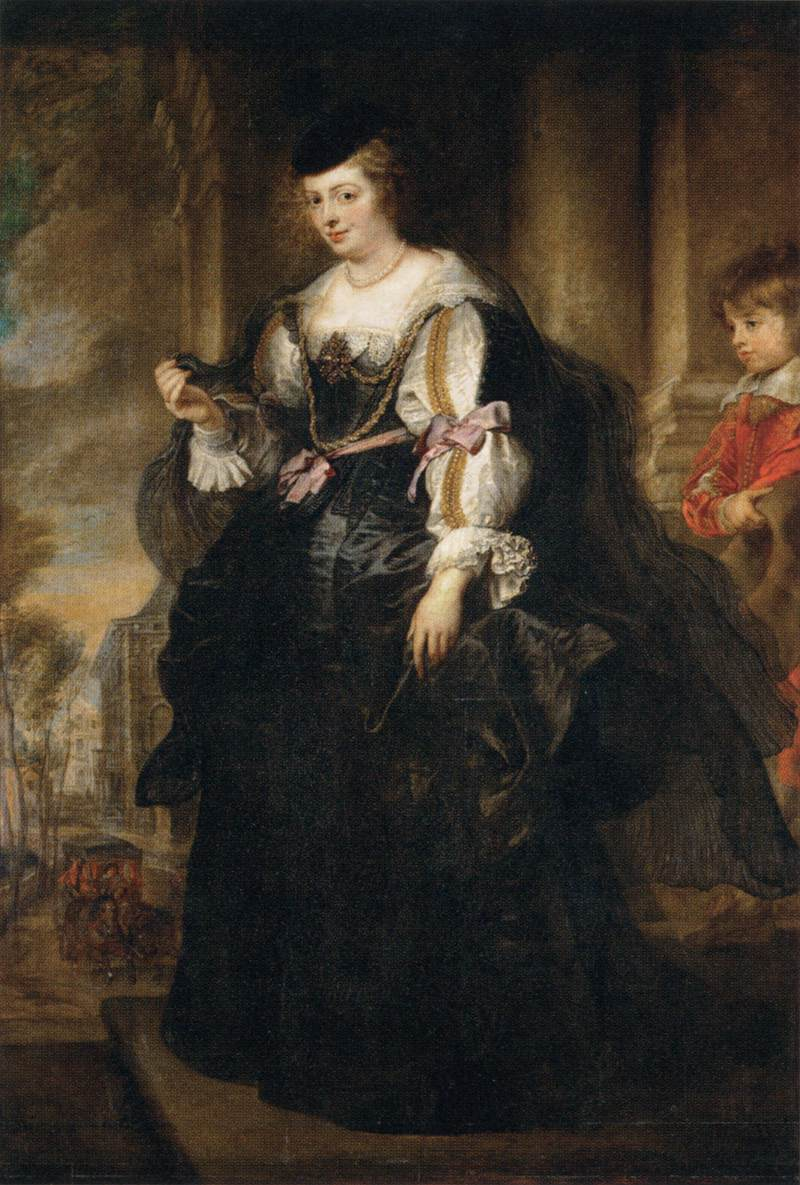
『馬車のあるエレーヌ・フールマンの肖像』 (1639年)、ルーヴル美術館所蔵
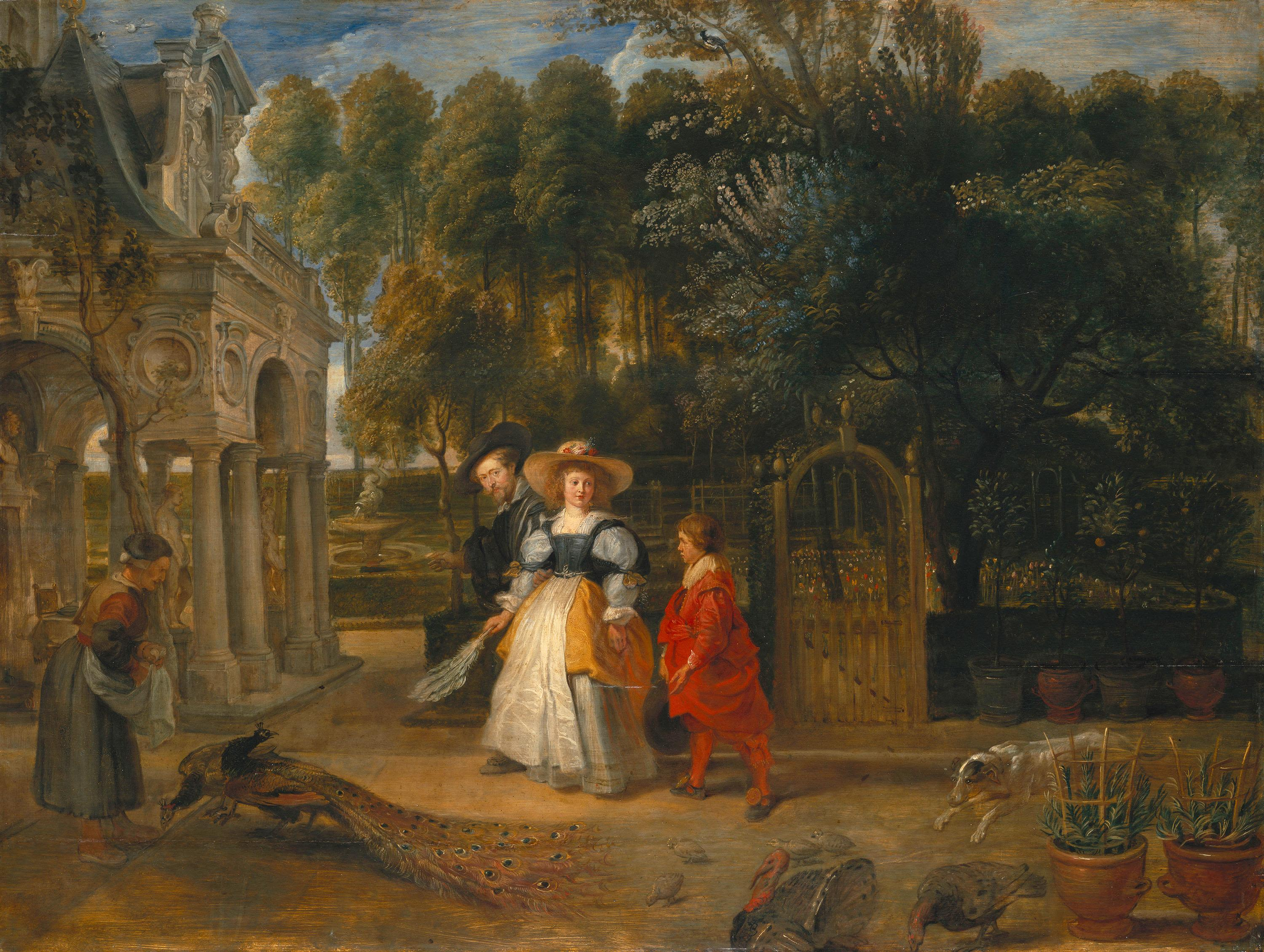
『最初の夫と子供といるエレーヌ・フールマン』 (1640年頃)、アルテ・ピナコテーク (ミュンヘン) 所蔵